# Mark Johnson (producteur)
Pour les articles homonymes, voir Mark Johnson et Johnson.
Mark Johnson (né le 27 décembre 1945 à Washington) est un producteur de cinéma américain.
Il obtient l'Oscar du meilleur film pour avoir produit Rain Man (avec Dustin Hoffman et Tom Cruise) en 1988.

## Biographie
Johnson est né à Washington, D.C., fils de Dorothy (née King), un agent immobilier, et d'Emery Johnson, qui travaille dans le secteur du fret aérien. Il obtient son diplôme de l'Université de Virginie en 1971.
Johnson s'implique pour la première fois dans le show-business en 1965, en tant qu'acteur jouant l'adjoint du shérif dans Brandy, réalisé par Jose Luis Borau. Il passe dix ans de sa jeunesse en Espagne, où il travaille comme figurant de cinéma dans des films tels que Nicholas et Alexandra de Franklin Schaffner et Dr. Zhivago. Ses premières expériences conduisent à de petits rôles d'acteur dans le western européen Ride and Kill et le drame de 1964 L'attaque dura sept jours. Après avoir obtenu un diplôme de premier cycle en art dramatique de l'Université de Virginie et une maîtrise en cinéma de l'Université de l'Iowa, Johnson déménage à New York. Là, il entre dans le programme de formation de la Director's Guild. L'un de ses premiers projets est le drame autobiographique de Paul Mazursky, Greenwich Village. Johnson déménage à Los Angeles et travaille en tant qu'assistant réalisateur sur des projets tels que Têtes vides cherchent coffres pleins de William Friedkin et Le Grand Frisson de Mel Brooks, qui est coécrit par le futur partenaire commercial Barry Levinson.
Dans le cadre de Baltimore Pictures, son partenariat avec Levinson, Johnson produit tous les films du scénariste-réalisateur de 1982 à 1994. En plus de Rain Man, leur liste diversifiée de longs métrages comprend Good Morning, Vietnam, Le Meilleur, Les Filous, Toys, Le Secret de la pyramide, Avalon, Diner (leur premier projet de 1982, pour lequel le scénario de Levinson reçoit une nomination aux Oscars) et Bugsy, qui est nommé pour dix Oscars, notamment le meilleur film et le meilleur réalisateur. Bugsy remporte également un Golden Globe du meilleur film.
En 1994, Johnson crée sa propre société de production indépendante, Gran Via Productions, et a remporté le Los Angeles Film Critics New Generation Award pour son tout premier effort ; La Petite Princesse, réalisé par Alfonso Cuarón. Sous sa nouvelle bannière, Johnson produit la comédie Home Fries, écrite par Vince Gilligan et mettant en vedette Drew Barrymore, et le thriller dramatique Donnie Brasco, mettant en vedette Al Pacino et Johnny Depp. Johnson est plus tard producteur de la série télévisée Breaking Bad.
En 2005, Johnson produit Le Monde de Narnia : Le Lion, la Sorcière blanche et l'Armoire magique, réalisé par Andrew Adamson. Le film est un succès critique et commercial. En 2008, il produit la suite, Prince Caspian. Et le troisième film de la saga, L'Odyssée du Passeur d'Aurore, réalisé par Michael Apted.

## Filmographie
- 1984 : Le Meilleur de Barry Levinson
- 1985 : Le Secret de la pyramide de Barry Levinson
- 1987 : Les Filous de Barry Levinson
- 1987 : Good Morning, Vietnam de Barry Levinson
- 1988 : Rain Man de Barry Levinson
- 1990 : Avalon de Barry Levinson
- 1991 : Bugsy de Barry Levinson
- 1992 : Toys de Barry Levinson
- 1993 : Mise à feu de Glenn Gordon Caron
- 1993 : Un monde parfait de Clint Eastwood
- 1994 : Jimmy Hollywood de Barry Levinson
- 1995 : La Petite Princesse d’Alfonso Cuarón
- 1997 : Donnie Brasco de Mike Newell
- 1998 : Méli-Mélo de Dean Parisot
- 1999 : Galaxy Quest de Dean Parisot
- 2000 : Mon chien Skip de Jay Russell
- 2000 : Pile poil de Barry Levinson
- 2002 : Apparitions de Tom Shadyac
- 2002 : Rêve de champion de John Lee Hancock
- 2002 : Sex fans des sixties de Bob Dolman
- 2002 : Moonlight Mile de Brad Silberling
- 2004 : Alamo de John Lee Hancock
- 2004 : N'oublie jamais de Nick Cassavetes
- 2005 : The Wendell Baker Story de Andrew Wilson et Luke Wilson
- 2005 : Le Monde de Narnia : Le Lion, la Sorcière blanche et l'Armoire magique d’Andrew Adamson
- 2007 : The Hunting Party de Richard Shepard
- 2008 : Le Monde de Narnia : Le Prince Caspian d’Andrew Adamson
- 2009 : Ma vie pour la tienne de Nick Cassavetes
- 2010 : Don't Be Afraid of the Dark de Troy Nixey
- 2010 : Le Monde de Narnia : L'Odyssée du Passeur d'Aurore de Michael Apted
- 2012 : De leurs propres ailes de Daniel Barnz
- 2012 : Not Fade Away de David Chase
- 2012 : Chasing Mavericks de Michael Apted et Curtis Hanson
- 2015 : Aux yeux de tous de Billy Ray
- 2017 : Logan Lucky de Steven Soderbergh
- 2017 : Downsizing de Alexander Payne
- 2017 : Breath de Simon Baker
- 2019 : Le Fugitif et l'enfant de Christopher Cantwell
- 2019 : El Camino : Un film Breaking Bad de Vince Gilligan
- 2021 : Une affaire de détails de John Lee Hancock
- 2021 : Toxique de Claudia Llosa
- 2023 : Winter Break de Alexander Payne